# Ліндгорст
Ліндгорст (нім. Lindhorst) — громада в Німеччині, розташована в землі Нижня Саксонія. Входить до складу району Шаумбург. Центр об'єднання громад Ліндгорст.
Площа — 7,88 км2. Населення становить 4378 ос. (станом на 31 грудня 2021).

## Галерея

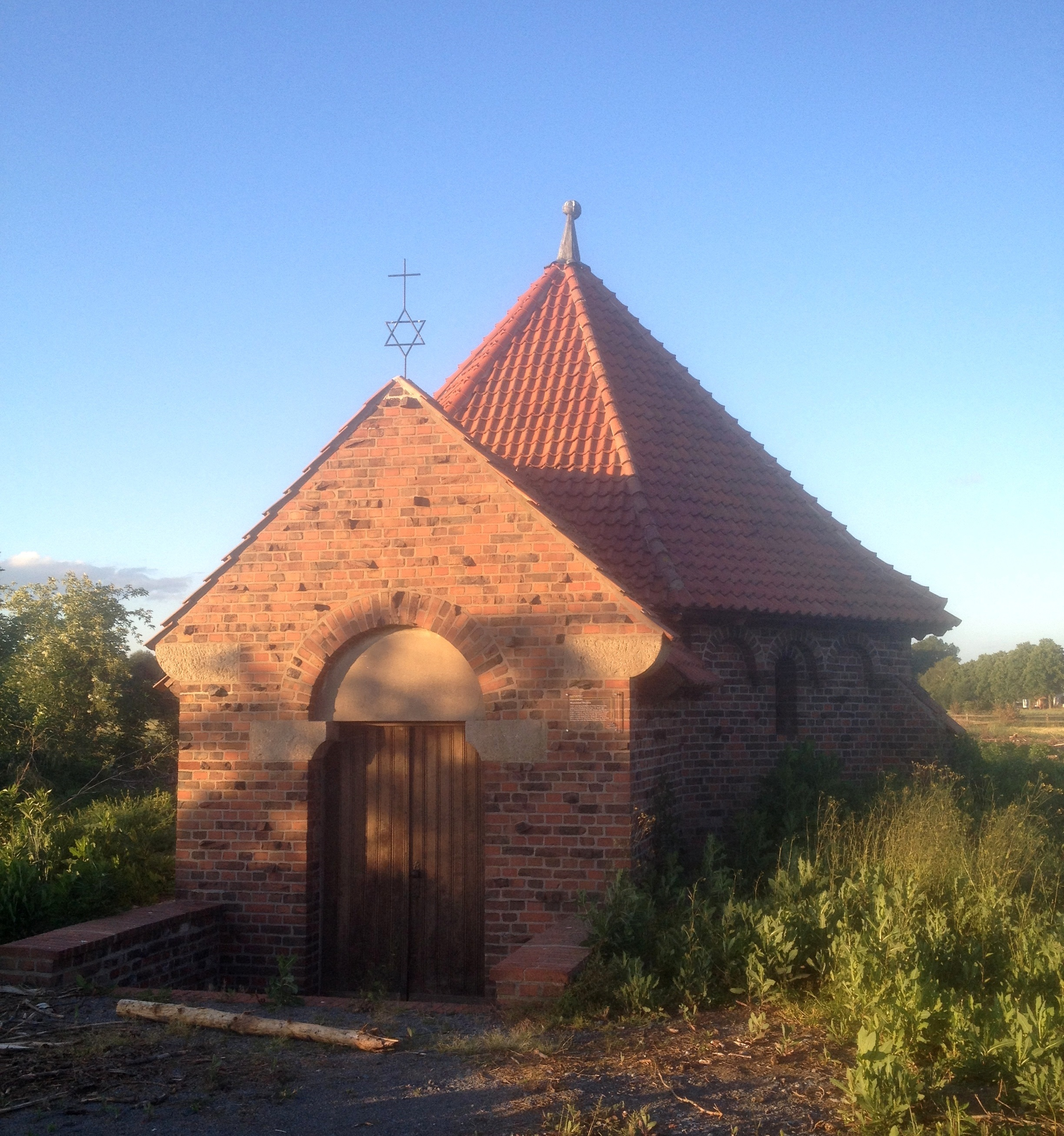
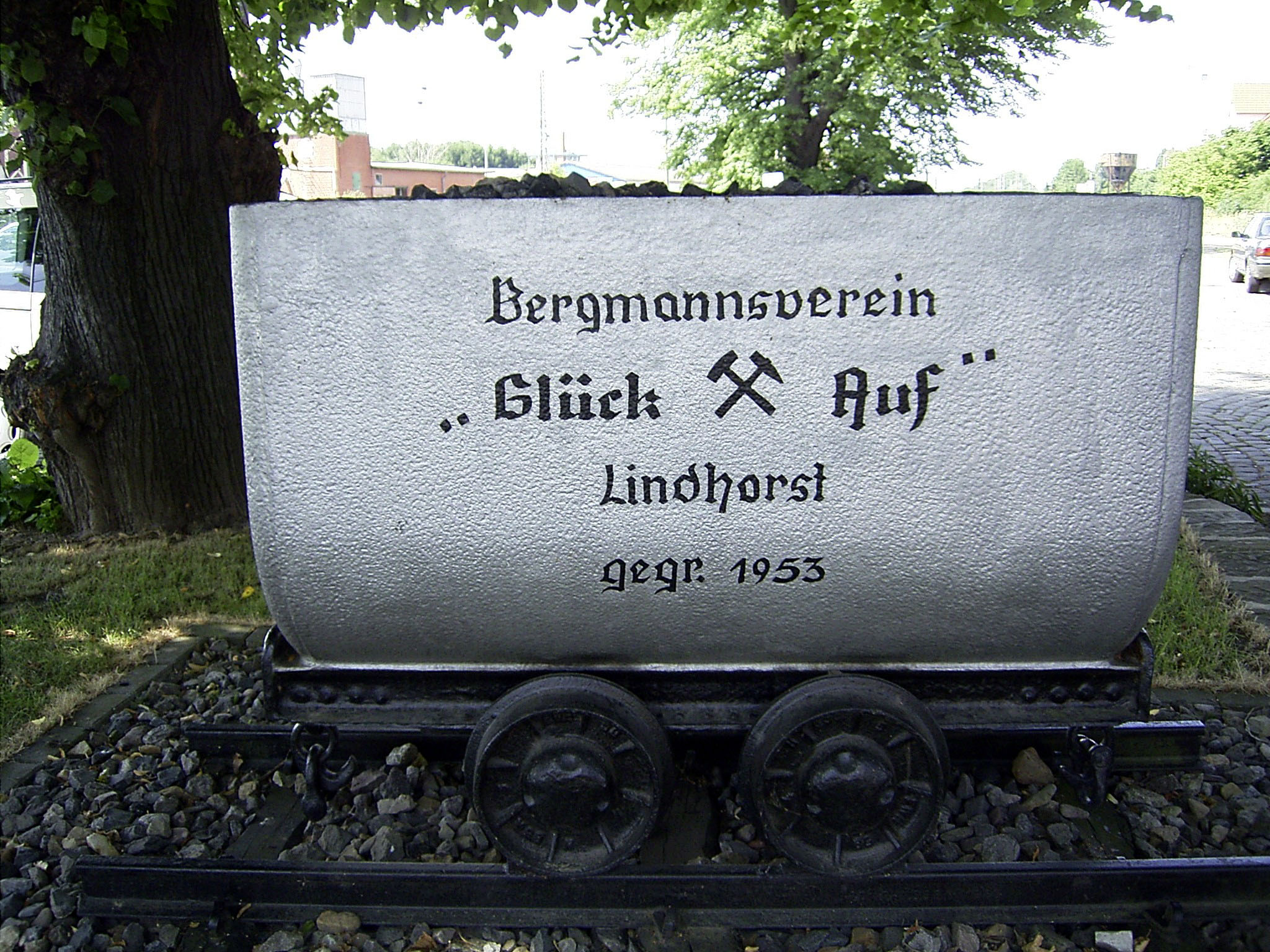